# Alina Bolechowska
Alina Bolechowska (ur. 12 listopada 1924 w Warszawie, zm. 16 października 2002) – polska śpiewaczka operowa (sopran), solistka Teatru Wielkiego – Opery Narodowej, pedagog wokalny Akademii Muzycznej w Warszawie (obecnie Uniwersytet Muzyczny Fryderyka Chopina w Warszawie).

## Życiorys

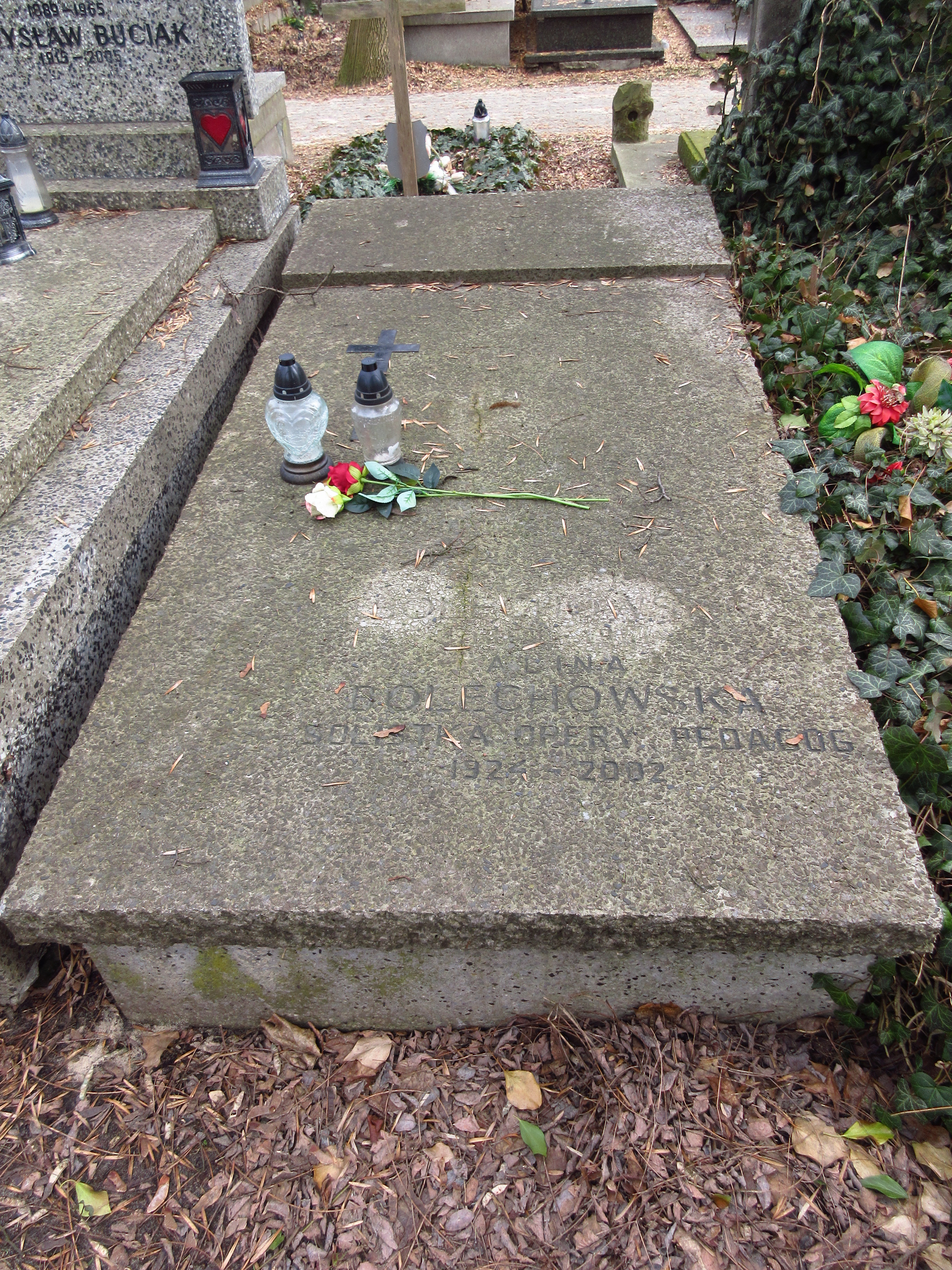
Grób Aliny Bolechowskiej na cmentarzu Bródnowskim w Warszawie

Naukę śpiewu rozpoczęła w 1941 w Konserwatorium Warszawskim u prof. Stanisława Kazury. Zadebiutowała w 1946 na Scenie Muzyczno-Operowej tytułową partią Madame Butterfly w operze G. Pucciniego (pod dyrekcją Olgierda Straszyńskiego). Została solistką tej sceny. Następnie występowała w Operze Warszawskiej (obecnie Teatr Muzyczny „Roma”) i w Teatrze Wielkim (obecnie Teatr Wielki – Opera Narodowa), gdzie śpiewała role sopranowe (liryczne i spintowe). W 1950 zdobyła III nagrodę w Międzynarodowym Konkursie Bachowskim w Lipsku.
W latach 1979–1987 pełniła funkcję konsultanta wokalnego i opiekuna solistów w Teatrze Wielkim.
W latach 1972–2000 była pedagogiem Akademii Muzycznej w Warszawie (obecnie Uniwersytet Muzyczny Fryderyka Chopina w Warszawie), gdzie uczyła śpiewu operowego.
Jej mężem był Witold Gruca. Ślub wzięli dwukrotnie. Pochowana na cmentarzu Bródnowskim (kw. 18B, rząd II, grób 14).

## Role
- Madame Butterfly (partia tytułowa w operze G. Pucciniego);
- Mimi (Cyganeria G. Pucciniego);
- Małgorzata (Faust Ch. Gounoda);
- Tatiana (Eugeniusz Oniegin P. Czajkowskiego);
- Jolanta (partia tytułowa w operze P. Czajkowskiego);
- Violetta (Traviata G. Verdiego);
- Gilda (Rigoletto G. Verdiego);
- Elza (Lohengrin R. Wagnera);
- Micaela (Carmen G. Bizeta);
- Donna Anna (Don Giovanni W.A. Mozarta);
- Hanna (Straszny dwór S. Moniuszki);
- Halka (partia tytułowa w operze S. Moniuszki);
- Hrabina (partia tytułowa w operze S. Moniuszki).
- Roksana (Król Roger K. Szymanowskiego);
- Antonia (Opowieści Hoffmanna J. Offenbacha);
- Ifigenia (Ifigenia w Taurydzie Ch.W. Glucka);
- Kleopatra (Juliusz Cezar G.F. Haendla);
- Anna Page (Wesołe kumoszki z Windsoru O. Nicolaia);
- Goplana (Goplana W. Żeleńskiego);
- Lią (Brat marnotrawny C. Debussy’ego);
- Marzenka (Sprzedana narzeczona B. Smetany);
- Ksenia (Borys Godunow M. Musorgskiego);

## Uczniowie
Do grona jej najwybitniejszych wychowanków należą m.in.: Ewa Podleś i Dariusz Niemirowicz.

## Odznaczenia i nagrody
- 1956 – Złoty Krzyż Zasługi;
- 1959 – Krzyż Kawalerski Orderu Odrodzenia Polski;
- 1974 – Medal 30-lecia Polski Ludowej;
- 1974 – Złota Odznaka Honorowa za zasługi dla Warszawy;
- 1989 – Krzyż Oficerski Orderu Odrodzenia Polski.

## Nagrania
- Georges Bizet: Carmen (montaż muzyczny): Krystyna Szczepańska, Bogdan Paprocki, Andrzej Hiolski, Alina Bolechowska (partia Micaeli), Chór i Orkiestra Filharmonii Narodowej, Jerzy Semkow, Polskie Nagrania, PNCD 213;
- Śpiewnik domowy I (śpiewnik autorstwa Stanisława Moniuszki): śpiewają: Bożena Betley, Alina Bolechowska, Maria Fołtyn, Jadwiga Romańska, Halina Szymulska, Hanna Rumowska-Machnikowska (19 pieśni); Polskie Nagrania/Warner Music Poland, MR01287007;
- Miłość to niebo na ziemi, Najpiękniejsze arie i duety operetkowe (z: Lesław Wacławik, Zdzisław Nikodem, Kazimierz Pustelak, Jerzy Sergiusz Adamczewski), Polskie Nagrania/Warner Music Poland, MR02191798;
- Kolędy klasycznie: Alina Bolechowska, Krystyna Szostek-Radkowa, Kazimierz Pustelak, Polskie Nagrania/Warner Music Poland, MR03491350;
- Królewna Śnieżka, wiązanka melodyi z tegoż filmu, Alina Bolechowska, Chór Czejanda, Muza nr 1044;
- Wiązanka kolęd: Alina Bolechowska, Michał Szopski, ork. symfoniczna p/d Olgierda Straszyńskiego, Odeon N46001
- Alina Bolechowska i Orkiestra Salonowa Konrada Bryzka: Tak wspomnień żal cz.1 / Tak wspomnień żal cz.2, Muza 1174;
- Alina Bolechowska i Orkiestra Salonowa Konrada Bryzka: Wyśniony świat / Estrelita, Muza 1175.